# Mohamed Apandi Ali
Mohamed Apandi Ali, né le 11 février 1955, est un ancien procureur général de Malaisie, de 2015 à 2018. Il s'est attiré des critiques en affirmant que le Premier ministre malaisien Najib Razak est innocent dans les affaires 1MDB et SRC.
Le 14 mai 2018, le nouveau Premier ministre Mahathir Mohamad a annoncé qu'Apandi serait en congé avec effet immédiat. Le 5 juin de la même année, le Yang di-Pertuan Agong, le sultan Muhammad Faris Petra, sur les conseils de Mahathir, a accepté de mettre fin aux fonctions d'Apandi en tant que procureur général, et de nommer Tommy Thomas comme nouveau procureur général.